# Аббатство Шравасти
Аббатство Шравасти (англ. Sravasti Abbey) — тибетский буддийский монастырь для западных монахинь и монахов в штате Вашингтон, США. Основан бхикшуни Тубтен Чодрон в 2003 году. Монахи Аббатства Сравасти практикуют в тибетской буддийской традиции и принимают посвящение в Дхармагуптака Винайю. Монастырь расположен в 64 км от Спокана, недалеко от границы штата Айдахо.
Название монастыря было выбрано Далай-ламой XIV. В одноимённом месте во времена Будды процветали общины как монахов, так и монахинь.
Один из немногих в стране монастырей, где представители обоих полов могут проживать и обучаться тибетскому буддизму, а также получить полный сан. С момента основания монастыря Тубтен Чодрон по настоящее время является его настоятельницей.

## История
В начале 1990-х годов Тубтен Чодрон на встрече с Далай-ламой и западными буддийскими учителями пришла к выводу, что в обозримом будущем тибетцы не создадут буддийский монастырь в США. В связи с этим она решила, что первые шаги в этом направлении должен сделать западный человек. На встрече западных учителей дхармы в конце 1990-х годов Чодрон познакомилась с Бхикку Сантикаро, монахом Тхеравады, который планировал основать в США монашескую общину под названием «Парк Освобождения» (Liberation Park). Они решили вместе работать над созданием монашеской общины, которая получила бы название «Аббатство Шравасти в Парке Освобождения». Однако спустя некоторое время совместной работы они осознали, что имеют разные цели, и приняли решение заниматься своими проектами порознь.
В 2003 году Чодрон переехала в Бойсе, штат Айдахо, где её ученики предложили помощь, пока она искала подходящее место для будущего монастыря. После двух неудачных попыток приобрести землю Чодрон нашла подходящее место на востоке штата Вашингтон. Владельцы запросили 200 тысяч долларов, которых у Чодрон не было. Однако позднее они согласились на ипотеку, и Чодрон смогла собрать необходимые средства с помощью своих сторонников по всему миру. Ипотека была погашена в течение года, крупных благотворителей при сборе средств не было.
Несмотря на то, что Аббатство изначально не планировалось как исключительно женский монастырь, в течение многих лет в нём проживали лишь монахини. Однако во второй половине 2010-х — начале 2020-х годов туда стали приезжать и монахи. Таким образом, Аббатство Шравасти стало одним из немногочисленных смешанных монастырей в традиции тибетского буддизма.